# Раду Петреску
Раду Маріан Петреску (рум. Radu Petrescu; 12 листопада 1982) — румунський футбольний арбітр, який судить матчі Ліги I. Він є арбітром ФІФА з 2012 року і має першу категорію арбітра УЄФА.

## Суддівська кар'єра
У 2007 році Петреску почав працювати в Лізі I. Його перший матч як арбітра відбувся 10 серпня 2007 року між «Міовені» та «Васлуєм». Він працював арбітром на Суперкубку Румунії 2015 року, Суперкубку Румунії 2018 року, фінал Кубка Ліги 2017 року, фінали Кубка Румунії 2019 року та Суперкубку Румунії 2020 року
У 2012 році був включений до списку арбітрів ФІФА.Свій перший міжнародний матч на вищому рівні він провів 4 червня 2016 року між Словаччиною та Північною Ірландією. Він обслуговував два матчі в Лізі зірок Катару в сезоні 2015–16, а також фінал Кубка Єгипту 2019 року.